# Agustín Durán

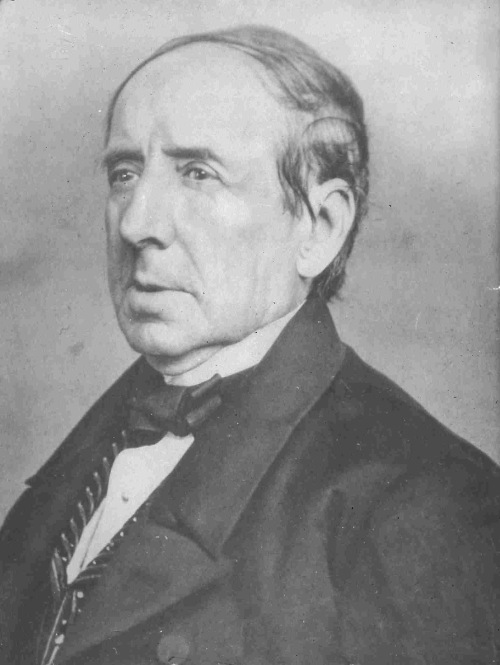
Agustín Durán.

Agustín Durán, född 14 oktober 1789, död 1 december 1862, var en spansk litteraturforskare.
Efter en mycket viktig och uppmärksammad skrift om det spanska nationella dramat, publicerad i spanska akademins Memorias drog Durán fram i ljuset den äldre nationella diktningen, såväl episk som lyrisk och dramatisk, och utgav flera samlingar av denna litteratur, framför allt Romances castellanos anteriores al siglo 18 (5 band, 1828–32, sedan i Biblioteca de autores españoles 1916). Durán var en värdig föregångare till den berömde kritikern Marcelino Menéndez y Pelayo, som utgått från och fullföljt Duráns verk.